# バシラン島

フィリピンにおけるバシラン島の位置

バシラン島（バシランとう、Basilan）は、フィリピンの南東部、スールー諸島に位置する島。1,000平方km程の面積に、300,000人が住む。主な街はイサベラ市（人口73,032人）。周囲の小島とともにバシラン州を構成し、イサベラ市を除きバンサモロ自治地域（BARMM）に属する。主要な民族はヤカン人（Yakan）・タウスグ人（Suluk/Tausug）・バンギギ人（Banguingui/Samal）などであり、農業や漁業・海上交易を営む。
島の住民にはムスリムが多いが、一方で熱帯雨林や山間部を拠点にアブ・サヤフなどの過激派の活動もあるとされる。米軍・フィリピン軍との戦闘もしばしば起こっている。

## 地理
バシランはフィリピンを構成する7,107の島のひとつであり、フィリピン南部のミンダナオ島とマレーシア領のボルネオ島の間に連なる400ほどの島からなるスールー諸島の北部に位置する。スールー諸島は鳥たちの渡りの道であり、ボルネオからフィリピンへの人々の移動の道でもあった。ミンダナオ島の端に位置する港湾都市・サンボアンガ市とバシラン島の間はバシラン海峡で隔てられており、その幅は最も狭いところで17マイル（27km）ほどである。

## 行政区分
Component Cities
バシラン島北岸にはイサベラ市とラミタン市の二つの市がある。
Municipalities
- Akbar（2006年にTuburanから分離）
- Al-Barka（2006年にTipo-Tipoから分離）
- Hadji Mohammad Ajul（2006年にTuburanから分離）
- Hadji Muhtamad（2007年にLantawanから分離）
- Lantawan
- Maluso
- Sumisip
- Tabuan-Lasa（2008年にSumisipから分離）
- Tipo-Tipo
- Tuburan
- Ungkaya Pukan（2006年にTipo-Tipoから分離）

## 経済
島の主産業は農業である。主な作物はココナツ（コプラ取引のため）、天然ゴム、コーヒー、黒コショウ、パーム油でその他カカオ、キャッサバなども作っている。また島周囲の海でのマグロやイカ、タコなどの漁獲もあるほか養魚池ではミルクフィッシュ、エビも育てている。また海岸では海草も栽培されている。
手工業では、ヤカン族の伝統的な織物が知られる。ヤカン族はパイナップルなどの植物から繊維をとって糸を紡ぎ織物を織っている。しかし20世紀に入り、アメリカから派遣された「平和部隊」の教師たちやフィリピン本土から移住したキリスト教徒との接触で化学染料を使うなどの変化もあった。ラミタン市の博物館では伝統的な柄の色鮮やかな織物が展示されている。
2001年のアブ・サヤフによる誘拐事件は島の経済に暗い影を落とした。アブ・サヤフの過激派民兵の活動で観光業は打撃を受けた。2006年の米軍とフィリピン軍の作戦行動によるアブ・サヤフの指導者カダフィ・ジャンジャラーニの殺害やアメリカ政府による道路や港湾などインフラへの投資で治安は回復しつつあるが、なお戦闘は続いている。
生活改善と農村経済の発展を期待して、小さい集落（バランガイ）に対し、街の市場への道を整備したり水道を作ったり橋を造ったりといった投資も行われている。

## 歴史
島の最初の住民はインドネシア東部から来たオラン・ダンプアン（Orang Dampuan, ヤカン語：Orang Kayas）と呼ばれる人々で、ヤカン族の先祖に当たる。スマトラ島やボルネオ島からムスリムが来る前はヤカン族が14世紀ごろに支配を確立していた。
バシラン島はスペイン人到来前にこの島の大部分を支配していた首長にちなみタギメ（Tagime）と呼ばれた時期があった。また島中央の山の旧名にちなみウレヤン（Uleyan）と呼ばれたこともある。バシランの名の由来には諸説あり、鉄を意味する「バシ」と道を意味する「ラン」が合わさってバシランとなったとする説や、スルタン・クダラットが一度この島からスペイン人を撃退した際に鉄を意味するバシと磁石を意味するバランを合わせてバシ＝バランとしたものが縮まったという説や、この島を治めた首長のバンティランから来たという説もある。
ミンダナオ島西部のマギンダナオ王国のスルタン・クダラットがバシラン島まで勢力を伸ばしたが、スペイン領フィリピンの総督セバスティアン・ウルタド・デ・コルクェラが送った軍により1637年に敗北した。その後イエズス会士が派遣されバシラン島の植民地化が進むかにみえたが、台湾を拠点とする鄭成功の海軍がマニラを襲うことを恐れたスペイン人はマニラの守りを固めるため、1663年にサンボアンガやイサベラなどフィリピン諸島南部の砦から兵を引き上げてしまった。
スペイン人は後にサンボアンガに戻り、スールー王国など周囲のムスリム政権と貿易の取り決めを交わし、サンボアンガは経済的に繁栄するようになった。しかしこの繁栄はムスリム政権の軍（モロ人海賊とスペインは呼ぶ）やスペイン以外の諸国による攻撃の的となりつつあった。その拠点として、サンボアンガの鼻先にあるバシラン島が選ばれた。
1747年にオランダがバシランを襲うが、現地人により撃退された。当時バシラン島ではタウスグ族の長ダトゥ・バンティラン（Datu Bantilan/Muizz ud-Din）が首長国(Yakan Karajaan of Kumalarang もしくは Tausug Karajaan of Maluso)を築いていた。次に1844年、フランスがバシラン島（彼らはタギメ Taguime と呼んだ）を占領しようとしたがこれも失敗した。スペイン領フィリピンがその後にバシラン島を征服し、イサベル2世女王にちなみフエルテ・デ・イサベラ・セグンダと名付けた石造の要塞を建設した。米比戦争ではアメリカ軍がバシラン島を制圧した。
1936年、サンボアンガを市にする法律が成立したが、当時はバシラン島も市域に含まれていた。
1948年にはバシランは独立した市になった。
1968年、フィリピン軍によるJabidah massacreで多数のモロ族（ムスリム）が殺害された。この事件がモロ民族解放戦線が結成された原因となった。当時の大統領フェルディナンド・マルコスが指揮をしていたと考えられている。
1970年、ヌル・ミスアリを中心にモロ民族解放戦線(MNLF)が結成された。
1973年12月27日にバシランは州となった。
1977年、モロ民族解放戦線(MNLF)からサラマト派が分派してモロ・イスラム解放戦線(MILF)を結成。
1991年、ウサーマ・ビン・ラーディンの資金援助を受けたカダフィ・ジャンジャラーニがモロ民族解放戦線(MNLF)から分派してアブ・サヤフを結成。
2001年から2002年にかけ、アブ・サヤフがパラワン諸島の観光客を拉致してバシラン島に監禁した。
2006年の米軍とフィリピン軍の作戦行動によりアブ・サヤフの指導者ジャンジャラーニが殺害された。指導者を失ったアブ・サヤフ兵はMILFに合流したと考えられている。
2006年11月、モロ民族解放戦線(MNLF)によるホロ島襲撃事件が起こり、ヌル・ミスアリが逮捕された。
2007年7月10日、Tipo-Tipoでモロ・イスラム解放戦線(MILF)による2007 Basilan beheading incidentが起こった。海兵隊員14名が死亡。
2010年2月27日、MalusoのTubigan村をアブ・サヤフが襲撃。11人が死亡した。
2011年8月14日、日本でアキノ大統領とMILFのムラド・エブラヒム議長が会談。